# Trentepohlia ricardi
Trentepohlia ricardi är en tvåvingeart som beskrevs av Alexander 1930. Trentepohlia ricardi ingår i släktet Trentepohlia och familjen småharkrankar. Inga underarter finns listade i Catalogue of Life.